# (6758) Jesseowens
(6758) Jesseowens (1980 GL) – planetoida z pasa głównego asteroid okrążająca Słońce w ciągu 4,31 lat w średniej odległości 2,65 j.a. Została odkryta 13 kwietnia 1980 roku w Observatórium Skalnaté pleso na Słowacji przez Antonína Mrkosa. Nazwa planetoidy została nadana na cześć Jessego Owensa, czarnoskórego amerykańskiego lekkoatlety, zdobywcy 4 złotych medali olimpijskich w Berlinie w 1936 roku.